# Mireille Nguimgo
Mireille Florine Nguimgo (* 7. November 1976) ist eine ehemalige kamerunische Sprinterin, die sich auf den 400-Meter-Lauf spezialisiert hat.

## Sportliche Laufbahn
Erste internationale Erfahrungen sammelte Mireille Nguimgo vermutlich im Jahr 1996, als sie bei den Afrikameisterschaften in Yaoundé in 3:40,5 min gemeinsam mit Myriam Léonie Mani, Madeleine Ndongo Mbazoa und Claudine Komgang die Silbermedaille mit der kamerunischen 4-mal-400-Meter-Staffel hinter dem Team aus Nigeria gewann. Im Jahr darauf gewann sie bei den Spielen der Frankophonie in Antananarivo in 53,18 s die Bronzemedaille über 400 Meter hinter den Französinnen Marie-Louise Bévis und Fabienne Ficher und siegte zudem in 3:34,40 min im Staffelbewerb. 1998 belegte sie bei den Afrikameisterschaften in Dakar in 53,40 s den sechsten Platz über 400 Meter und gewann mit der 4-mal-400-Meter-Staffel in 3:33,85 min gemeinsam mit Myriam Léonie Mani, Sylvie Mballa Éloundou und Claudine Komgang die Bronzemedaille hinter Nigeria und dem Senegal. Anschließend schied sie bei den Commonwealth Games in Kuala Lumpur mit 53,05 s im Halbfinale aus und belegte mit der 4-mal-100-Meter-Staffel in 45,26 s den sechsten Platz und gelangte mit der 4-mal-400-Meter-Staffel mit 3:35,50 min auf Rang fünf. Im Jahr darauf schied sie bei den Weltmeisterschaften in Sevilla mit 51,98 s im Viertelfinale aus und verpasste mit der 4-mal-400-Meter-Staffel mit 3:33,51 min den Finaleinzug. Anschließend nahm sie an den Afrikaspielen in Johannesburg teil und klassierte sich dort mit 52,06 s auf dem sechsten Platz im Einzelbewerb und gewann mit der Staffel in 3:33,28 min gemeinsam mit Myriam Léonie Mani, Stéphanie Nicole Zanga und Claudine Komgang die Bronzemedaille hinter den Teams aus Nigeria und dem Senegal. 2000 gewann sie bei den Afrikameisterschaften in Algier in 51,81 s die Silbermedaille hinter ihrer Landsfrau Claudine Komgang und gewann in 3:32,89 min gemeinsam mit Hortense Béwouda, Claudine Komgang und Myriam Léonie Mani die Goldmedaille in der 4-mal-400-Meter-Staffel. Zudem sicherte sie sich in 46,97 s gemeinsam mit Françoise Mbango Etone, Claudine Komgang und Hortense Béwouda die Bronzemedaille hinter den Teams aus Ghana und dem Senegal. Anschließend startete sie über 400 Meter bei den Olympischen Sommerspielen in Sydney und schied dort mit 52,03 s im Halbfinale aus.
2001 gewann sie bei den Spielen der Frankophonie in Ottawa in 51,47 s die Bronzemedaille hinter der Senegalesin Amy Mbacké Thiam und Kaltouma Nadjina aus dem Tschad und mit der 4-mal-400-Meter-Staffel wurde sie in 3:33,53 min Vierte. Anschließend erreichte sie bei den Weltmeisterschaften in Edmonton das Finale und klassierte sich dort mit 51,97 s auf dem siebten Platz. Im Jahr darauf schied sie bei den Commonwealth Games in Manchester mit 51,76 s im Semifinale aus und belegte mit der Staffel in 3:32,74 min den sechsten Platz. Anschließend gewann sie bei den Afrikameisterschaften in Radès in 51,61 s die Silbermedaille hinter der Tschaderin Kaltouma Nadjina und mit der Staffel gewann sie ursprünglich die Goldmedaille, diese wurde ihr aber wegen eines Dopingverstoßes einer ihrer Mitstreiterinnen wieder entzogen. Im September wurde sie beim IAAF World Cup in Madrid in 3:26,84 min Dritte mit der afrikanischen Staffel über 4-mal 400 Meter. 2003 wurde sie bei den Hallenweltmeisterschaften in Birmingham in der ersten Runde über 400 Meter disqualifiziert und Ende August schied sie bei den Weltmeisterschaften in Paris mit 51,19 s im Halbfinale über 400 Meter aus und belegte mit der Staffel mit 3:27,08 min im Finale den siebten Platz. Daraufhin nahm sie erneut an den Afrikaspielen in Abuja teil und gewann dort in 51,59 s die Bronzemedaille über 400 Meter hinter der Senegalesin Fatou Bintou Fall und Doris Jacob aus Nigeria. Zudem gewann sie in 3:31,52 min gemeinsam mit Hortense Béwouda, Carole Kaboud Mebam und Muriel Noah Ahanda die Silbermedaille hinter den Nigerianerinnen. Im Jahr darauf schied sie bei den Hallenweltmeisterschaften in Budapest mit 53,22 s im Semifinale aus und im Juli wurde sie bei den Afrikameisterschaften in Brazzaville in 51,20 s Vierte. Anschließend schied sie bei den Olympischen Sommerspielen in Athen mit 52,21 s im Halbfinale aus und verpasste mit der Staffel mit 3:29,93 min den Finaleinzug. Anschließend beendete sie ihre aktive sportliche Karriere im Alter von 27 Jahren.
In den Jahren 2001 und 2002 wurde Nguimgo französische Meisterin im 400-Meter-Lauf.

## Persönliche Bestzeiten
- 400 Meter: 50,69 s, 13. August 2000 in La Chaux-de-Fonds (kamerunischer Rekord)
  - 400 Meter (Halle): 52,62 s, 2. März 2003 in Clermont-Ferrand (kamerunischer Rekord)